# Cyriopagopus albostriatum
Cyriopagopus albostriatum – duży pająk z rodziny ptaszników. Charakterystyczną cechą tego pająka są kremowo-białe pasy biegnące wzdłuż odnóży, które sprawiają wrażenie szkieletu.

## Taksonomia
Gatunek opisany w roku 1886 przez Simona pod nazwą Haplopelma albostriatum. W 2015 roku A.M. Smith i M.A. Jacobi opublikowali wyniki badań nad materiałem typowym rodzaju Haplopelma. Zgodnie z nimi nazwa ta jest młodszym synonimem rodzaju Cyriopagopus. W związku gatunek został przeniesiony pod nazwę Cyriopagopus albostriatum. Nazwa gatunkowa pochodzi od Greckich słów: albo - biały; striatus - linie/pasy (nawiązuje więc do jego wyglądu).

## Wygląd
Młode osobniki są ciemno-szare, w trakcie wzrostu nabierają charakterystycznego ubarwienia - pojawiają się kremowo-białe pasy na ich odnóżach. Ubarwienie dorosłego osobnika jest ciemno-szare, czarne lub nawet brązowe. Pająk ten dorasta do około 6 cm ciała – wraz z odnóżami może osiągnąć jednak 13–14 cm.

## Występowanie
Na wolności zamieszkuje lasy deszczowe Kambodży, Tajlandii oraz Birmy.

## Zachowanie
Jest to ptasznik bardzo agresywny (defensywny), posiada dość silny jad. W hodowli chętnie przyjmuje różnego rodzaju pokarm (owady, oseski mysie).  Po ukąszeniu mogą wystąpić bóle i zawroty głowy oraz osłabienia. C. albostriatum nie wyczesuje włosków parzących z odwłoka. Jest ptasznikiem podziemnym, kopie nory, w których przeważnie przebywa. W terrarium czyni to zazwyczaj przy jego ściankach. Rozmnażanie jest dość trudne, ponieważ samica bardzo często jest agresywna dla samca.